# Вине, Мария
Карла Мария Вине, урождённая Петерсен (швед. Karla Maria Wine; 8 июля 1912, Копенгаген — 22 апреля 2003, Стокгольм) — шведская писательница и поэтесса датского происхождения, автор более тридцати сборников стихов и прозаических книг.

## Биография и творчество
Мария Петерсен родилась в 1912 году в Копенгагене. С четырёх лет девочка росла в приюте; в десятилетнем возрасте её удочерил дядя по материнской линии. Взаимоотношения с дядей у неё не сложились, зато она очень полюбила приёмную мать. Своих биологических родителей Мария видела всего несколько раз в жизни.
В 1936 году Мария Вине вышла замуж за писателя Артура Лундквиста. Под его влиянием она тоже начала писать, вначале на датском языке, но затем перешла на шведский. В 1942 году Мария опубликовала несколько стихотворений, а в 1943 году вышел её дебютный сборник «Vinden ur mörkret». Следующий сборник, «Naken som ljuset», был опубликован в 1945 году. Уже в раннем творчестве поэтессы сформировался её особый стиль и круг тем, связанных с уязвимостью человека и хрупкостью бытия. Ещё одним сквозным мотивом является тема детства, в том числе её собственного сиротства. В ряде стихотворений Мария Вине размышляет о сущности поэзии, которая способна противостоять бренности любого существования и становится для человека «третьим лёгким», дарующим жизнь. Кроме того, в её поэзии присутствуют эротические образы, что впервые стало возможным в шведской литературе, создаваемой женщинами, в 1920-х — 1940-х годах, в произведениях таких современниц Марии Вине, как Стина Аронсон, Карин Бойе, Анна Маргрет Дальквист-Льюнберг, Эльса Граве, Элла Хилльбек и Рут Хилларп.
Хотя Мария Вине была в первую очередь поэтом, ей также принадлежат несколько прозаических произведений. В 1951 году вышла её автобиографическая книга «Man har skjutit ett lejon», повествующая о жизни в приюте и с приёмной семьёй, а также о редких моментах встреч с родными матерью и отцом. Она также писала путевые заметки, в том числе «Munspel under molnen» (1956) и «Resor i glädje och fruktan» (1976) и рассказы, включая сборник «En bortkastad ros» (1958).
Мария Вине умерла в Стокгольме в 2003 году и была похоронена на Северном кладбище в Сольне.